# Saint-Hilaire-de-Riez
Saint-Hilaire-de-Riez és un municipi francès situat al departament de Vendée i a la regió de País del Loira. L'any 2007 tenia 10.248 habitants.

## Demografia

### Població
El 2007 la població de fet de Saint-Hilaire-de-Riez era de 10.248 persones. Hi havia 4.741 famílies de les quals 1.517 eren unipersonals (625 homes vivint sols i 892 dones vivint soles), 1.958 parelles sense fills, 1.046 parelles amb fills i 220 famílies monoparentals amb fills.
La població ha evolucionat segons el següent gràfic:
Habitants censats

### Habitatges
El 2007 hi havia 15.754 habitatges, 4.839 eren l'habitatge principal de la família, 10.684 eren segones residències i 231 estaven desocupats. 9.733 eren cases i 5.762 eren apartaments. Dels 4.839 habitatges principals, 3.544 estaven ocupats pels seus propietaris, 1.198 estaven llogats i ocupats pels llogaters i 96 estaven cedits a títol gratuït; 81 tenien una cambra, 363 en tenien dues, 1.327 en tenien tres, 1.609 en tenien quatre i 1.460 en tenien cinc o més. 4.149 habitatges disposaven pel capbaix d'una plaça de pàrquing. A 2.647 habitatges hi havia un automòbil i a 1.768 n'hi havia dos o més.

### Piràmide de població
La piràmide de població per edats i sexe el 2009 era:
| Homes | Edats   | Dones |
| ----- | ------- | ----- |
| 0     | 95 o +  | 16    |
| 0     | 90 a 94 | 52    |
| 60    | 85 a 89 | 84    |
| 68    | 80 a 84 | 124   |
| 184   | 75 a 79 | 284   |
| 252   | 70 a 74 | 300   |
| 388   | 65 a 69 | 364   |
| 372   | 60 a 64 | 416   |
| 216   | 55 a 59 | 264   |
| 288   | 50 a 54 | 252   |
| 268   | 45 a 49 | 248   |
| 244   | 40 a 44 | 248   |
| 228   | 35 a 39 | 252   |
| 308   | 30 a 34 | 308   |
| 260   | 25 a 29 | 240   |
| 210   | 20 a 24 | 205   |
| 236   | 15 a 19 | 208   |
| 248   | 10 a 14 | 192   |
| 252   | 5 a 9   | 252   |
| 228   | 0 a 4   | 160   |

## Economia
El 2007 la població en edat de treballar era de 5.947 persones, 3.874 eren actives i 2.073 eren inactives. De les 3.874 persones actives 3.447 estaven ocupades (1.852 homes i 1.595 dones) i 426 estaven aturades (161 homes i 265 dones). De les 2.073 persones inactives 1.174 estaven jubilades, 372 estaven estudiant i 527 estaven classificades com a «altres inactius».

### Ingressos
El 2009 a Saint-Hilaire-de-Riez hi havia 5.336 unitats fiscals que integraven 11.180 persones, la mediana anual d'ingressos fiscals per persona era de 18.698 €.

### Activitats econòmiques
Dels 607 establiments que hi havia el 2007, 1 era d'una empresa extractiva, 11 d'empreses alimentàries, 3 d'empreses de fabricació de material elèctric, 3 d'empreses de fabricació d'elements pel transport, 25 d'empreses de fabricació d'altres productes industrials, 101 d'empreses de construcció, 111 d'empreses de comerç i reparació d'automòbils, 13 d'empreses de transport, 110 d'empreses d'hostatgeria i restauració, 4 d'empreses d'informació i comunicació, 19 d'empreses financeres, 50 d'empreses immobiliàries, 67 d'empreses de serveis, 36 d'entitats de l'administració pública i 53 d'empreses classificades com a «altres activitats de serveis».
Dels 171 establiments de servei als particulars que hi havia el 2009, 3 eren oficines de correu, 2 oficines bancàries, 2 funeràries, 8 tallers de reparació d'automòbils i de material agrícola, 1 taller d'inspecció tècnica de vehicles, 1 autoescola, 17 paletes, 14 guixaires pintors, 17 fusteries, 10 lampisteries, 13 electricistes, 3 empreses de construcció, 12 perruqueries, 1 veterinari, 40 restaurants, 20 agències immobiliàries, 3 tintoreries i 4 salons de bellesa.
Dels 50 establiments comercials que hi havia el 2009, 1 era un hipermercat, 2 supermercats, 1 una gran superfície de material de bricolatge, 3 botiges de menys de 120 m², 10 fleques, 7 carnisseries, 7 peixateries, 5 llibreries, 6 botigues de roba, 1 una sabateria, 1 una botiga de mobles, 2 botigues de material esportiu, 1 un drogueria i 3 floristeries.
L'any 2000 a Saint-Hilaire-de-Riez hi havia 69 explotacions agrícoles que ocupaven un total de 1.664 hectàrees.

## Equipaments sanitaris i escolars
El 2009 hi havia 1 psiquiàtric, 1 centre de salut, 3 farmàcies i 1 ambulància.
El 2009 hi havia 2 escoles maternals i 4 escoles elementals.

## Poblacions més properes
El següent diagrama mostra les poblacions més properes.